# Ono Hideo
Ono Hideo (jap. 小野 秀雄; * 14. August 1885 in der Präfektur Shiga; † 18. Juli 1977) war ein japanischer Journalist und Medienhistoriker.
Ono Hideo studierte Germanistik an der Kaiserlichen Universität Tokio und arbeitete ab 1908 als Journalist für verschiedene Zeitungen. Von 1926 bis 1949 war er Dozent für Journalistik. Ab 1949 war er Leiter des Instituts für Journalismus an der Universität Tokio. Ono Hideo gilt als Pionier der japanischen Medienwissenschaft.